# Келераші (комуна, Клуж)
Келераші (рум. Călărași) — комуна у повіті Клуж в Румунії. До складу комуни входять такі села (дані про населення за 2002 рік):
- Богата (1166 осіб)
- Келераші (1019 осіб)
- Келераші-Гаре (402 особи)

Комуна розташована на відстані 286 км на північний захід від Бухареста, 38 км на південний схід від Клуж-Напоки.

## Населення
За даними перепису населення 2002 року у комуні проживали 2587 осіб.
Національний склад населення комуни:
| Національність | Кількість осіб | Відсоток |
| -------------- | -------------- | -------- |
| румуни         | 1758           | 68,0%    |
| угорці         | 825            | 31,9%    |
| цигани         | 3              | 0,1%     |
| німці          | 1              | < 0,1%   |

Рідною мовою назвали:
| Мова      | Кількість осіб | Відсоток |
| --------- | -------------- | -------- |
| румунська | 1765           | 68,2%    |
| угорська  | 819            | 31,7%    |
| німецька  | 3              | 0,1%     |

Склад населення комуни за віросповіданням:
| Релігія            | Кількість осіб | Відсоток |
| ------------------ | -------------- | -------- |
| православні        | 1662           | 64,2%    |
| реформати          | 639            | 24,7%    |
| римо-католики      | 100            | 3,9%     |
| п'ятдесятники      | 71             | 2,7%     |
| унітарії           | 40             | 1,5%     |
| баптисти           | 19             | 0,7%     |
| бретрени           | 17             | 0,7%     |
| греко-католики     | 7              | 0,3%     |
| адвентисти         | 4              | 0,2%     |
| не вказали релігію | 4              | 0,2%     |

## Зовнішні посилання
- Дані про комуну Келераші на сайті Ghidul Primăriilor [Архівовано 29 серпня 2010 у Wayback Machine.]